# Laser Tag

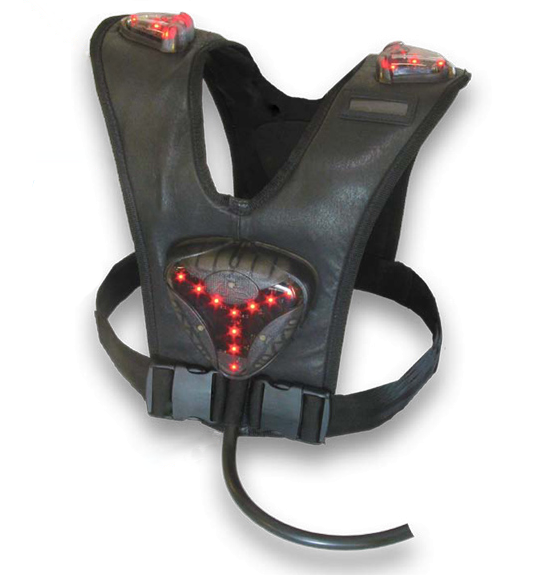
Eine typische Laser-Tag-Weste mit 4 Sensoren

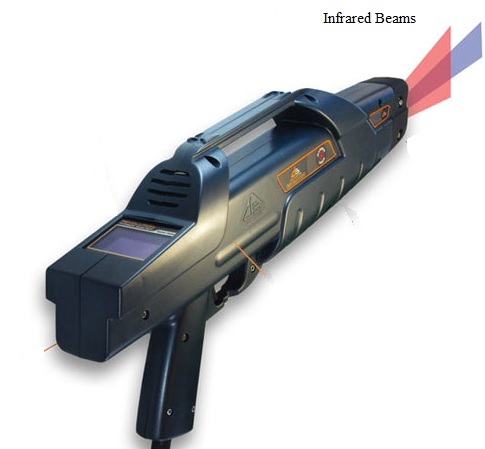
Laser-Tag-Phaser

Laser Tag (auch Lasertag, Laserspiel bzw. Lasergame genannt) ist ein Spiel, bei dem zwei oder mehrere Spieler versuchen, verschiedene Aufgaben auf einem speziellen, meist mit Schwarzlicht ausgestatteten Parcours oder in mehreren Räumen zu erfüllen. Bei einigen Anbietern steht der sportliche Ehrgeiz im Vordergrund. Dort treten zwei Teams gegeneinander an, ähnlich wie bei anderen Sportarten. Es gilt, die meisten Punkte für das Team zu machen und somit das Spiel zu gewinnen. Als Hilfsmittel stehen ihnen ungefährliche Infrarotsignalgeber (Phaser genannt) zur Verfügung. Die Örtlichkeiten, in denen das Spiel ausgetragen wird, werden als Arena oder Laserdrom (engl. laserdrome) bezeichnet.

## Technische Ausstattung

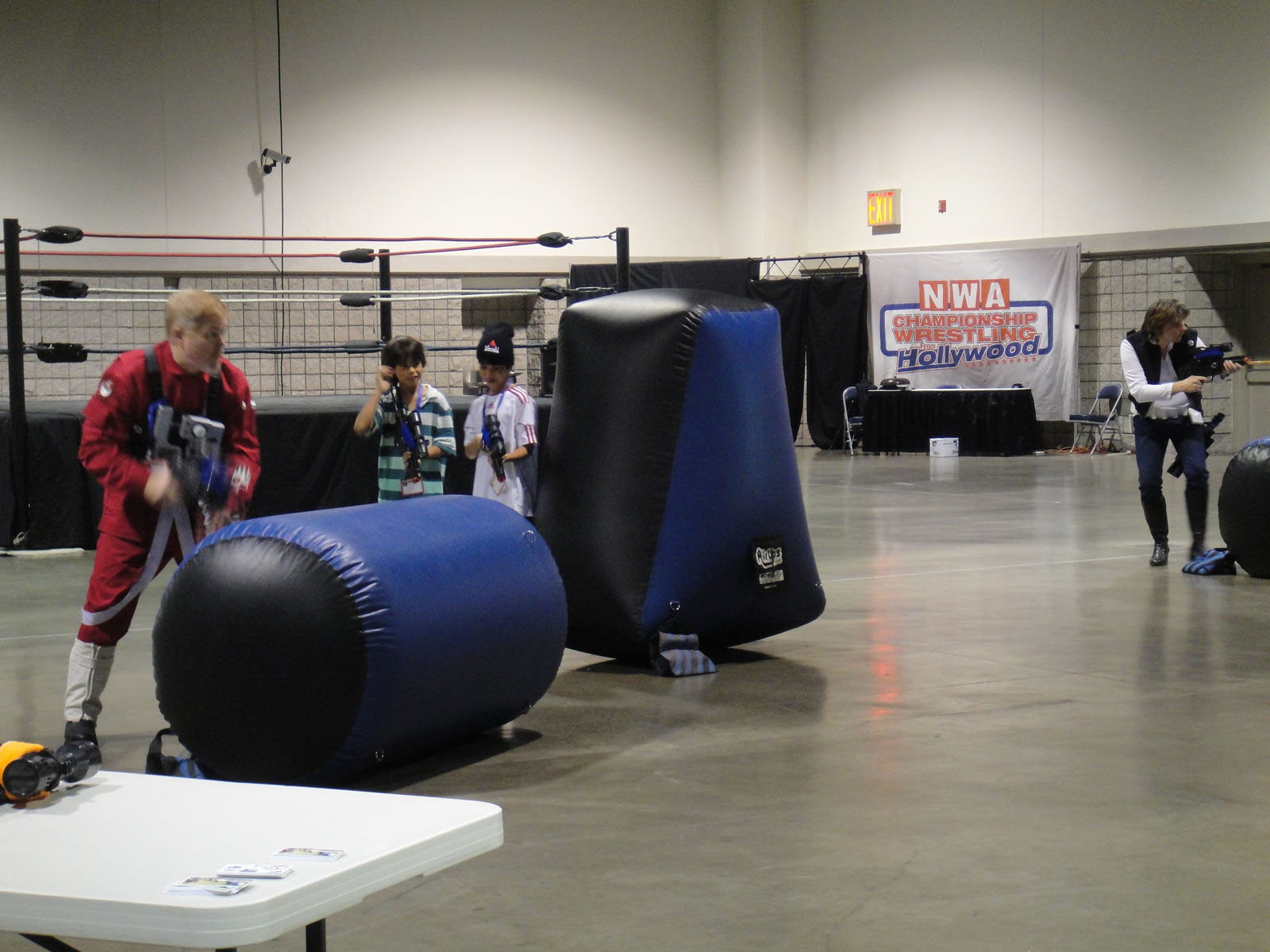
Indoor-Laser-Tag-Event

### Indoor
Jeder Spieler trägt Sensoren an seinem Körper, am verbreitetsten sind Westen mit Vorder-, Rücken- und Schultersensoren, optional dazu hat noch der Phaser selbst einen oder mehrere Sensoren. Wird ein Sensor von einem Infrarotstrahl (oder Laserstrahl) getroffen, wertet der Computer diesen Treffer aus und der Spieler wird mit Punktabzug, Ausscheiden oder temporärer Deaktivierung versehen. Je nach System und Spiel ist es durchaus möglich, dass mehrere Treffer sich kumulativ auf die Zeitdauer der Deaktivierung der Weste auswirken.
Ein Laserstrahl unterstützt den Spieler, ähnlich einem Laserpointer, bei der Zielfindung. Da es mehrere Hersteller gibt, gibt es unterschiedliche Techniken der Signalübertragung.
Generell gibt es drei Formen der Signalübertragung, die am häufigsten eingesetzt werden:
- Lasersignal – Die Treffersignalisierung erfolgt über einen „Phaser“, welcher einem Einhand-Barcode-Scanner gleicht. Auch hier wird ein gepulster Laserstrahl benutzt. Da es jedoch ziemlich schwierig wäre, mit einem 2 mm großen Laserpunkt einen ebenso großen Lichtsensor zu treffen, besitzt die Weste einen Strang aus dünnen Glasfaser-Adern. Diese Fasern laufen dann in einem Bündel auf eine Fassung vor einer Fotodiode zusammen, welcher die Laserlichtimpulse einfängt.
- Infrarotsignal – Dieses System funktioniert nach dem Prinzip einer Fernbedienung. Dabei wird ein Infrarotsignal entweder vom Phaser zum Sensor an der Weste oder von der Weste zum Phaser übertragen.
- ID Scannen – bei dieser Technik wird kein Signal beim „Schuss“ gesendet (lediglich der Laserpointer löst aus, um einen Schuss zu simulieren), sondern die Westen strahlen durchgängig ihre ID-Nummer ab (als digitales Signal) und die Phaser scannen dieses Signal. Wird der Abzug gedrückt, während eine ID gescannt wird, gilt dies als Treffer. Das Scannen ermöglicht erweiterte Funktionen, die nur erreicht werden können, wenn die Geräte wissen, dass sie sich gerade „im Visier“ haben. Langzeit-Effekte wie Zielerfassung von Raketen, „Absaugen“ von Energie oder Punkten, automatische Zielsysteme in der Arena oder ähnliche Spielereignisse funktionieren so.

Der Phaser ist in einigen Fällen mit einem Bildschirm ausgestattet, einige Hersteller verwenden monochrome LCDs und andere Touchscreens. Zusätzliche Hardware auf dem Spielfeld ist mittlerweile unumgänglich und bietet ein weites Spektrum an Spielvarianten und Spezialeffekten. Sie interagieren durch audiovisuelle Signale mit dem Spieler und geben Rückmeldungen.
- Touchscreen – In einigen wenigen Arenen sind Phaser mit Touchscreens ausgestattet, die dem Spieler Echtzeit-Informationen über Treffer, Punkte, verfügbare Waffensysteme, Gimmicks usw. geben.
- Targets – Es ist üblich, dass auf dem Spielfeld zusätzliche Ziele (engl. Targets) aufgestellt werden, die markiert werden können, um zusätzliche Punkte o. Ä. zu erhalten.
- Base – Basisstationen (engl. Basestations) ermöglichen Spielvarianten wie z. B. Capture the Flag. Beispielsweise können bei Team-Play-Spielvarianten Basisstationen vor Gegentreffern beschützt werden.
- Gamestation – Durch einen festinstallierten Touchscreen auf dem Spielfeld ist es möglich, während des Spielverlaufs Gimmicks abzuholen. Für neue Spielvariationen kann die Gamestation über eine interaktive Schnittstelle mit der Weste des Spielers kommunizieren.

### Outdoor
Fast alle Outdoor-Systeme arbeiten mit Stirnbändern zur Trefferaufnahme. An den Stirnbändern sind 2–4 Sensoren befestigt, die den Spieler von allen Seiten treffbar machen. Wird ein Spieler durch einen anderen an den Sensoren getroffen, erfolgt eine Auswertung des Treffers, der wie bei den Indoor-System zum Ausscheiden des Spielers oder Punktverlust bzw. -gewinn führen kann.
Viele Outdoor-Systeme verzichten auf eine Funkübertragung, da auf den Feldern oftmals keine Computer installiert werden, um die Übertragungen zu koordinieren. Neuere Systeme hingegen verwenden computergestützte Funkübertragung, um eine ähnliche Interaktivität zu ermöglichen wie die Indoor-Systeme. Zudem kann outdoor bei den High-End-Geräten auch auf GPS-Signale zurückgegriffen werden, um die Teams zu leiten oder Ereignisse auszulösen (zum Beispiel das Betreten eines bestimmten Gebietes).
Die Outdoor-Systeme arbeiten meist mit IR-LEDs und Linsen, einige wenige Systeme jedoch auch mit IR-Laser-Einheiten, die meist höhere Reichweiten ermöglichen und ein präziseres Zielen erfordern. Alle bekannten Outdoor-Systeme lassen sich dank regelbarer Leistung auch in Innenräumen einsetzen, was ihnen ein breiteres Einsatzspektrum verleiht.

### Technische Daten
LaserMaxx gibt u. a. folgende technische Informationen an:
- Schießentfernung auf Indoor-Spielräumen ist üblicherweise 12–15 m. Die Treffgenauigkeit wurde auf 35 m erhöht.
- In einem Spiel können bis zu 64 Spieler in bis zu 6 Teams gegeneinander antreten.
- Zwischen Rechner und Weste am Spieler besteht kontinuierlich eine Funkverbindung.
- Ein Rechner unterstützt synchron Spiele in mehreren Arenen.
- Gewicht der Jacke 2,3 kg.

Andere Hersteller bieten andere technische Grundlagen, wie outdoorfähige Systeme mit Reichweiten über 50 Meter. Das Feld an technischen Features ist bei kommerziellen Geräten breit gestreut.

## Spielvarianten
Es gibt viele unterschiedliche Spielvarianten, zum Beispiel:
- Solo: Jeder gegen Jeden, ohne Einteilung in Teams
- Retro Zed: zwei oder mehrere Teams treten gegeneinander an und müssen versuchen, möglichst viele Treffer auf der Weste der gegnerischen Mannschaft zu platzieren. Gewonnen hat das Team, das entweder die meisten Punkte erzielt hat oder das bessere Verhältnis von Treffern zu Gegentreffern hat.
- Capture the Flag: Die gegnerischen Teams versuchen ihre eigene Basis zu verteidigen und zeitgleich die gegnerische Basis mittels Beschuss zu markieren. Gewonnen hat das Team, welches die meisten Treffer bzw. das beste Trefferverhältnis aufweisen kann. Hierbei handelt es sich um die virtuelle Eroberung der Fahne, wie es beim Paintball bekannt ist.
- Darkgames: Da es sich bei einem Laserdrom um eine virtuelle, geschlossene Landschaft (Halle) handelt, kann man dieses Spiel in völliger Dunkelheit spielen. Lediglich Signallampen auf den Westen bzw. Ganzkörperanzügen zeigen die Teamzugehörigkeiten an.
- Darkgames stealth: Die Stealth-Variante ist ein Solospiel. Mehrere Spieler begeben sich in eine völlig abgedunkelte Arena. Die Beleuchtung an Westen bzw. Ganzkörperanzüge sind dabei ebenfalls ausgeschaltet. Jeder spielt gegen jeden und kann sich bei der Suche nach seinen Gegnern nur auf sein Gehör verlassen. Gewonnen hat der Spieler, der die meisten Treffer erzielen konnte.
- Armageddon: Ein Multi-System-Turnierformat. Hierbei werden an einem Wochenende in mehreren Centern Turnierspiele durchgeführt. Das entscheidende ist dabei, dass mindestens drei unterschiedliche Laser Tag-Systeme benutzt werden müssen. So ist sichergestellt, dass kein Team einen Heimvorteil hat. Ein Armageddon beginnt meist an einem Freitagabend und endet am frühen Sonntagmorgen.
- Team Elimination ohne Aufladen: Ein häufig verwendetes Format auch für Turniere. Hierbei treten zwei Teams gegeneinander an und versuchen durch viele Treffer am gegnerischen Team die höhere Punktzahl zu erreichen. Oft werden während des Spiels zusätzliche Modi aktiviert wie etwa ein kurzzeitiger Stealth Modus. Bei jenem wird das Leuchten der Westen deaktiviert was einen erheblichen Vorteil in den dunklen Hallen darstellt.
- Team Elimination mit Aufladen: Wie auch schon bei Team Elimination treten zwei Teams gegeneinander an. Der wesentliche Unterschied zu der Variante ohne Aufladen besteht darin, dass jeder Spieler nur eine begrenzte Anzahl an Markierungen hat und nach Verbrauch derer zurück zur Basis laufen muss. Dieser Modus wird bei Turnieren besonders bevorzugt, da er den taktischen Aspekt des Spieles erhöht.
- King of the Hill: Jeder Spieler beginnt mit einer fest begrenzten Anzahl an möglichen Treffern. Wird dieser Spieler gemäß der maximalen Anzahl an Treffern getroffen, muss er/sie das Spielfeld verlassen.

Zusätzlich zu diesen typischen Spielarten für Indoor-Laser Tag haben sich in Anlehnung an verschiedene Computerspiele auch zusätzliche Spielmodi für die Outdoor-Laser-Tag-Anbieter entwickelt.
Durch die weitläufigeren Gelände und Spielfelder bieten sich unter anderem folgende Spielmodi an:
- „VIP/Bodyguard/Escort“: Hierbei muss eine Person durch ein Gebiet gebracht werden, das von der gegnerischen Mannschaft verteidigt wird – dem VIP darf in diesem Szenario kein oder nur wenig Schaden zugefügt werden.
- „Bomb Defusion“: Mit Hilfe computergesteuerter Attrappen wird die Entschärfung einer Bombe simuliert, die vorher gefunden und erobert werden muss. Die Entschärfung basiert auf mathematischen Aufgaben, zeitkritischen Konzentrationsübungen oder der Umsetzung von Codes.
- „Zombie-Game“: Der Spielmodus ist nur bei einem Anbieter zu finden und basiert auf zwei Gruppen, deren Kräfteverhältnis sich ändert, wenn Spieler aus dem Spiel geschossen werden und als Zombie zurückkehren.
- „Domination“: Einer oder mehrere Kontrollpunkte müssen von den konkurrierenden Mannschaften gefunden, erobert und verteidigt werden. Dabei zählen die Kontrollpunkte automatisch die Zeit für das jeweils letzte Team, das den Punkt erobert hat. Das Team mit den meisten Kontrollpunkten über die längste Zeit gewinnt das Spiel.
- Rollenspiele: Manche Systeme bieten Rollenspiele an, bei denen die Spieler, je nach Charakter, unterschiedliche Fähigkeiten besitzen. Ein Spieler kann seine Mitspieler mit Lebensenergie versorgen, der nächste mit Munition usw.

## Abgrenzung von Paintball und Airsoft
Auf den ersten Blick ist Laser Tag vergleichbar mit Paintball oder Airsoft. Es werden allerdings keine Gelatine- oder Plastikkugeln verschossen. Im Gegensatz dazu ist es bei Laser Tag das Ziel, mit seinem Phaser eine andere Weste, auf der die Sensoren angebracht sind, anzupeilen, um diese temporär zu deaktivieren und somit Punkte zu sammeln.
Zudem gibt es aufgrund der Technik auch Spielvarianten, die in der Form weder für Paintball noch für Airsoft umsetzbar wären.
So können beispielsweise die Daten, die aufgezeichnet werden, zu präzisen Statistiken, Gewinnparametern und anderen spielentscheidenden Parametern zusammengefasst werden. Zum Teil bieten die Systeme verschiedener Hersteller zudem noch Zusatzgeräte an, die im Spiel verschiedene Aufgaben übernehmen und so zum Beispiel die Spieler wiederbeleben, neue Munition austeilen, temporäre Power-ups verursachen und mehr. Dies ist bei analogen Spielen wie Paintball oder Airsoft nicht möglich.
Bei Laser Tag ist im Gegensatz zu Paintball keine besondere Schutzkleidung erforderlich, normale Alltagskleidung genügt. Weil es keine Projektile gibt, ist die Hemmschwelle für Spieler geringer, auf andere Menschen zu schießen, da sie nicht fürchten müssen, Hämatome, Prellungen oder wie beim Paintball starke Verschmutzungen davonzutragen. Dies ermöglicht im Gegensatz zu Paintball eine Teilnahme jüngerer Personen, denen Paintball noch zu hart ist. Paintball darf je nach Landkreis und Variante ab 8 Jahren betrieben werden, Laser Tag je nach Variante auch früher. Auch hilft hier die Abstraktion der Spielarenen und Phaser der sozialen Akzeptanz von Laser Tag.
Da beim Laser Tag in der Regel alle Spieler die gleiche Ausrüstung erhalten, die vom Veranstalter gestellt wird, ist auch der sogenannte „Gear-Level“ (also die Qualität und Menge der Ausrüstung) nicht entscheidend für den Spielausgang oder den Erfolg des Spielers. Während bei den genannten Sportarten Paintball und Airsoft auch oftmals die Ausrüstung über Sieg und Niederlage entscheidet, wird beim Laser Tag diesem Aspekt weniger Bedeutung zuteil, und alle Spieler können vom Start an mit denselben Voraussetzungen spielen.

## Rechtliches
In der deutschen Rechtsprechung herrscht mittlerweile Einigkeit darüber, dass Laser Tag zumindest nicht aufgrund bestehender rechtlicher Möglichkeiten durch die Verwaltungsbehörden der Gemeinden und Länder verboten werden könne. Vielmehr obliege es nach Auffassung des Bundesverwaltungsgerichts (BVerwG) dem Gesetzgeber selbst, den gewerblichen Betrieb eines Laserspiels als eine, so wörtlich, neue Form der Berufsausübung zu bewerten und die rechtlichen Grundlagen dafür oder dagegen zu schaffen.
Gleichwohl stellte das BVerwG im selben Urteil jedoch fest, dass die kriegsähnliche Gestaltung der im Urteil betroffenen Anlage wegen Bagatellisierung von Gewalt mit der im Grundgesetz garantierten Menschenwürde unvereinbar sei.
Im Anschluss an das Urteil holte das BVerwG außerdem ein Gutachten des europäischen Gerichtshofs (EuGH) ein, ob ein solches Spiel aufgrund der übergeordneten rechtlichen Bestimmungen der EU überhaupt auf nationaler Ebene (und damit in Deutschland) verboten werden könne.
Nach der Auffassung des EuGH stehen die europarechtlichen Vereinbarungen dem Verbot eines solchen Spieles auf nationaler Ebene jedoch nicht entgegen.

### Situation in Deutschland
Grundsätzlich unterscheidet der Gesetzgeber in Deutschland Laser Tag von Paintball. Städtebaurechtlich gesehen gelten Laser-Tag-Anlagen in Deutschland als Sportstätten oder sonstige Gewerbebetriebe, was baurechtlich unterschiedliche Voraussetzungen mit sich bringt. Durch das Urteil des OVG Rheinland-Pfalz vom 28. September 2016 (8 A 10338/16) werden Laser-Tag-Anlagen als kerngebietstypische Vergnügungsstätten beurteilt, die damit beispielsweise in Gewerbegebieten nicht allgemein zulässig sind.
Generell ist der Betrieb einer Laser-Tag-Anlage im Gewerberecht in Deutschland nicht verboten. Auf lokaler Ebene werden Anträge vom zuständigen Gewerbeamt geprüft. Ebenso haben das Bauamt sowie der Jugendschutz ein Mitspracherecht und sollten zu Rate gezogen werden, um eventuelle lokale Auflagen zu erfüllen. Oftmals werden Altersgrenzen nach dem jeweiligen Spielinhalt festgelegt. Klassisches Laser Tag mit den Westen im futuristischen Look werden in der Regel leichter und auch für jüngere Spieler genehmigt. Die realistischeren Systeme (in Innenräumen oder im Freien) werden bei einer Altersfreigabe ab 18 in der Regel auch genehmigt. Da es noch keine bundeseinheitliche Regelung gibt, entscheiden die Ämter vor Ort über eine Zulassung oder Verweigerung – eine generelle Aussage lässt sich dazu nicht treffen.
Zu beobachten ist jedoch seit einiger Zeit, dass die Behörden immer besser informiert sind, was Laser Tag ist, und entsprechende Weisungen durch den Städterat umsetzen. Diese Weisung bezieht sich derzeit nur auf das Baurecht, nach dem die Arenen als sonstige Gewerbebetriebe eingeordnet werden sollen, wenn ein Antrag gestellt wird. Der Realitätsgrad der Spielgeräte ist lediglich dann von Belang, wenn die Geräte in sichtbaren Bereichen genutzt werden (siehe Regelungen für Anscheinswaffen/Airsoft und Paintball). Ansonsten gibt es keine Regelungen, die bestimmte Optiken verbieten oder bevorzugen. Dadurch entwickeln sich derzeit verschiedene Richtungen, die vor allem mit dem technischen Fortschritt der Ausrüstungen zusammenhängen.
Häufig steht auch der Jugendschutz im Fokus der Behörden. Ordnungs- und Jugendämter bewerten nach unterschiedlichen Gesichtspunkten den Zugang für Kinder und Jugendliche.

## Militärischer Einsatz
Um ein Gefecht zu simulieren, wird auch im Militär auf diese Technik zurückgegriffen. Dabei wird die Waffe des Soldaten (als auch anderes militärisches Gerät) mit einem sogenannten Sim-Aufsatz modifiziert und mit Platzpatronen geschossen. Das US-Waffentrainingssystem MILES und das bundesdeutsche Ausbildungsgerät Duellsimulator sind zwei solcher Systeme.